# Pachycondyla fuscoatra
Pachycondyla fuscoatra är en myrart som först beskrevs av Julius Roger 1861.  Pachycondyla fuscoatra ingår i släktet Pachycondyla och familjen myror. Inga underarter finns listade i Catalogue of Life.